# 海野世界戦略研究所
海野世界戦略研究所（うんのせかいせんりゃくけんきゅうじょ）は東京都港区に本拠を置く戦略コンサルティング会社。

## 概要
海野世界戦略研究所は、世界平和に貢献する日本の構築のため、戦略的なオピニオン・アクションリーダーとなることをミッションに、(1)情報提供事業：世界情勢に関するインテリジェンス、そのインテリジェンスに基づく戦略の国内外の個人または組織への提供、(2)フィクサー、ブローカー業（代理人業を含む）を展開する会社である。

## 歴史
創業者の一人である海野恵一は、アクセンチュア代表取締役、アクセンチュア顧問を歴任ののち、それまで培ってきたコンサルティング実務のノーハウ、交渉術、グローバルビジネスでパートナーから信頼されるために必要なリベラルアーツなどを教えるために「海野塾」を主宰していた。
2014年に入り、海野塾の塾生の数も増え、海野自身、世界情勢の予測などに力を入れ始める。そのような流れの中で、2014年の暮れころに、コンサルティング活動および情報の提供のための会社の必要性を感じるようになり、休眠中の経営コンサルタント会社の商号を変更し、海野世界戦略研究所を設立した。